# Natatolana tenuistylis
Natatolana tenuistylis är en kräftdjursart som först beskrevs av Edward John Miers 1884.
Natatolana tenuistylis ingår i släktet Natatolana och familjen Cirolanidae. Inga underarter finns listade i Catalogue of Life.